# Nazibugaix
Nazibugaix (Suzigaix) o Nazi-Bugaš va ser un rei cassita de Babilònia, del País de la Mar, d'Accàdia i de Khana. Era segurament un príncep de la casa reial cassita però d'una branca secundària. Un cortesà recolzat per tropes cassites va assassinar a Karakhardaix, el rei, ja que tenia orígens materns assiris, i els rebels van proclamar rei a Nazibugaix.
El seu regnat va ser curt. Aixurubal·lit I rei d'Assíria, avi matern de l'assassinat, es va presentar amb un exèrcit a Babilònia, va ocupar la ciutat i va deposar el rei, col·locant al tron a Kurigalzu II, germà de Karakhardaix (però probablement d'un altra mare, és a dir que no era net del rei assiri), que encara era un infant.